# Sloan (Nowy Jork)
Sloan – wieś w Stanach Zjednoczonych, w stanie Nowy Jork, w hrabstwie Erie.